# Linh sam Douglas duyên hải
Linh sam Douglas Duyên hải (danh pháp hai phần: Pseudotsuga menziesii subsp. menziesii), một phân loài của linh sam Douglas - loại thông thường xanh, bản địa của vùng duyên hải miền tây Bắc Mỹ, từ Trung Tây British Columbia của Canada kéo dài xuống phía nam đến Trung California của Hoa Kỳ. Tại Oregon và Washington, phạm vi của chúng kéo dài liên tục từ đỉnh nóc của dãy núi Cascade về hướng tây đến Thái Bình Dương. Tại California, chúng được thấy ở dãy núi Klamath và dãy núi Duyên hải Thái Bình Dương xa về phía nam đến tận dãy núi Santa Cruz. Chúng cũng còn được thấy tại Sierra Nevada xa tận phía nam đến vùng thung lũng Yosemite. Chúng mọc gần mặt biển dọc theo vùng duyên hải đến cao độ 1.800 mét (6.000 ft) tại Sierra Nevada. Xa trong nội địa, linh sam Douglas Duyên hải được thay thế bởi linh sam Douglas Dãy núi Rocky (Pseudotsuga menziesii subsp. glauca) có quan hệ gần gũi.

## Đặc điểm

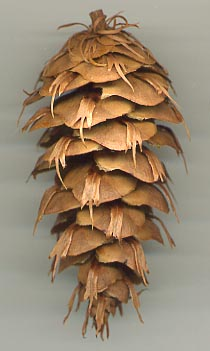
Quả nón của linh sam Douglas Duyên hải từ một cây được trồng bằng hạt do David Douglas thu nhặt.

Linh sam Douglas Duyên hải là một loại cây rất cao. Chúng là loại thông cao hạng 2 trên thế giới (chỉ đứng sau củ tùng Duyên hải). Thông thường trong những khu rừng già, chúng cao từ 60-75 mét (200–250 ft) hoặc hơn nữa và có đường kính từ 1,5 đến 2 mét (5–6 ft). Chiều cao khoảng 100-120 mét (300–400 ft) đã từng được các thợ đốn rừng xưa kia có nhắc đến. Cây cao nhất vẫn còn sống là "Linh sam Doerner", (trước đây được biết là Linh sam Brummit) cao 100,3 mét ở lạch East Fork Brummit trong Quận Coos, Oregon. Cây to nhất là "Linh sam Queets" có đường kính 4,85 mét trong thung lũng sông Queets thuộc Vườn quốc gia Olympic tiểu bang Washington. Thường thì chúng sống trên 500 năm và đôi khi hơn 1.000 năm.
Vỏ cây non mỏng, trơn bóng, màu sám. Khi trưởng thành vỏ của chúng dày 10–30 cm (4-12 inch) và hóa bần. Cành non mới mọc thì màu nâu đến màu xanh ô liu, sau đó chuyển sang màu nâu xám theo thời gian, trơn bóng nhưng không trơn bóng bằng cành con của linh sam. Nụ có dạng hình nón hẹp rất đặc biệt, dài 4–8 mm có vảy đỏ nâu. Lá sắp xếp theo đường xoắn ốc nhưng uốn vặn ít hơn ở phần dưới để nằm hơi phẳng trên một trong hai mặt của cành, có hình kim, dài 2-3,5 cm, màu xanh lục phía trên và không có khí khổng, còn mặt dưới có hai dải khí khổng màu hơi trắng. Không giống như linh sam Douglas Dãy núi Rocky, lá của linh sam Douglas Duyên hải có mùi nhựa thơm dạng hoa quả dễ nhận thấy, nhất là khị bị ép.
Các nón cái trưởng thành treo lủng lẳng, dài 5–11 cm (2-4 inch), rộng 2–3 cm khi còn khép và rộng 4 cm khi mở ra. Chúng được sản sinh trong mùa xuân, ban đầu có màu xanh lá, trưởng thành có màu vàng nâu sau 6-7 tháng. Hạt của chúng dài 5–6 mm và rộng 3–4 mm, có cánh dài 12–15 mm. Các nón đực dài 2–3 cm, phát tán phấn hoa màu vàng trong mùa xuân.
Trong các điều kiện ở rừng, những cây già thường có một đỉnh ngọn thẳng nhỏ cao khoảng 20-40 mét (65–130 ft) tính từ phần thân cây phía trên phần có cành. Cành tự hủy xảy ra rất chậm và cây vẫn giữ phần cành phía dưới của chúng trong một khoảng thời gian dài. Cây non và cây phát triển trong khu vực có không gian thường có cành xòa xuống tận mặt đất. Mất khoảng 70-80 năm để thân cây tự hủy hết cành tính từ mặt đất lên cao khoảng 5 mét (17 ft) và khoảng 100 năm cho chiều cao 10 mét (33 ft) tính từ mặt đất trở lên.
Đối với những cây linh sam Douglas Duyên hải phát triển ở nơi trống thì việc sản sinh ra hạt có thể thấy được bắt đầu vào lúc chúng có tuổi từ 20-30 năm. Việc sản sinh ra hạt rất bất thường; trong khoảng thời gian từ 5-7 năm, chúng thường có một mùa rất nhiều hạt, một vài mùa ít hạt hoặc trung bình, và một mùa không có hạt. Thậm chí trong những mùa sinh hạt nhiều, chỉ có khoảng 25 phần trăm cây mọc trong nơi rậm rạp sản sinh ra một số nón có thể thấy được. Mỗi nón có chừng 25 đến 50 hạt. Hạt có đủ khổ lớn nhỏ; số hạt chắc vào khoảng từ 70-88 hạt/g (32.000-40.000 mỗi cân Anh). Hạt linh sam Douglas Duyên hải ở khu vực phía bắc có chiều hướng lớn hơn hạt của loài cây này ở miền nam.

## Sử dụng
Linh sam Douglas Duyên hải là một trong những loài cây sản xuất gỗ tốt nhất trên thế giới và là loài cây sản xuất ra nhiều gỗ hơn bất cứ cây nào khác tại Bắc Mỹ. Linh sam Douglas Duyên hải còn được trồng rộng rãi làm cảnh. Chúng cũng là cây Giáng sinh rất được ưa chuộng.

## Văn hóa dân gian
Linh sam Douglass là biểu tượng trong phim truyền hình nhiều kỳ Twin Peaks và sau đó là The X-Files. "Doug Fir" (Linh sam Doug) cũng là tên của nơi hòa nhạc đại chúng tại Portland, Oregon.

## Hình ảnh

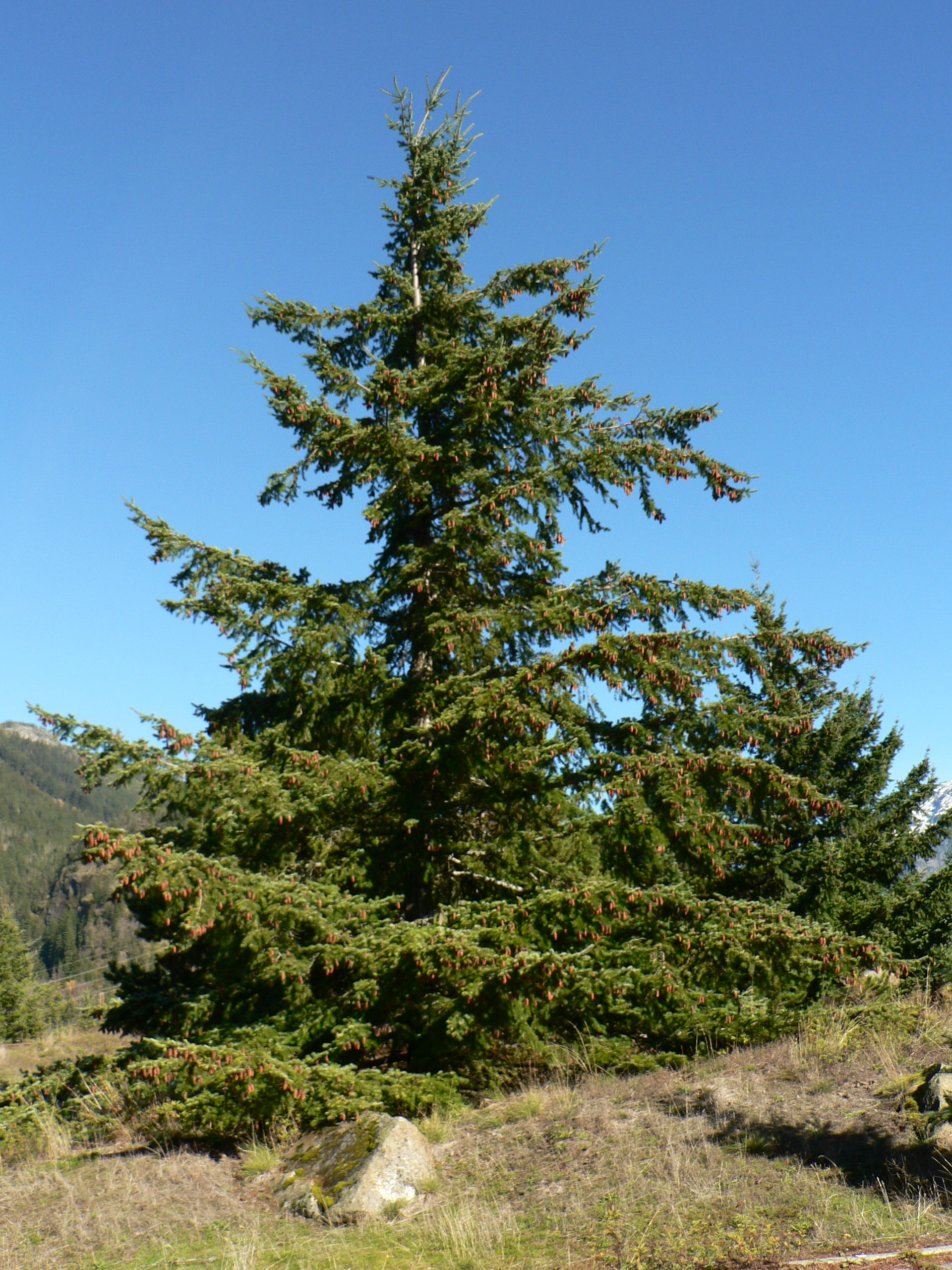
Cây non trong Khu giải trí Quốc gia Hồ Ross
Linh sam Douglas Duyên hải tại Seattle, Washington
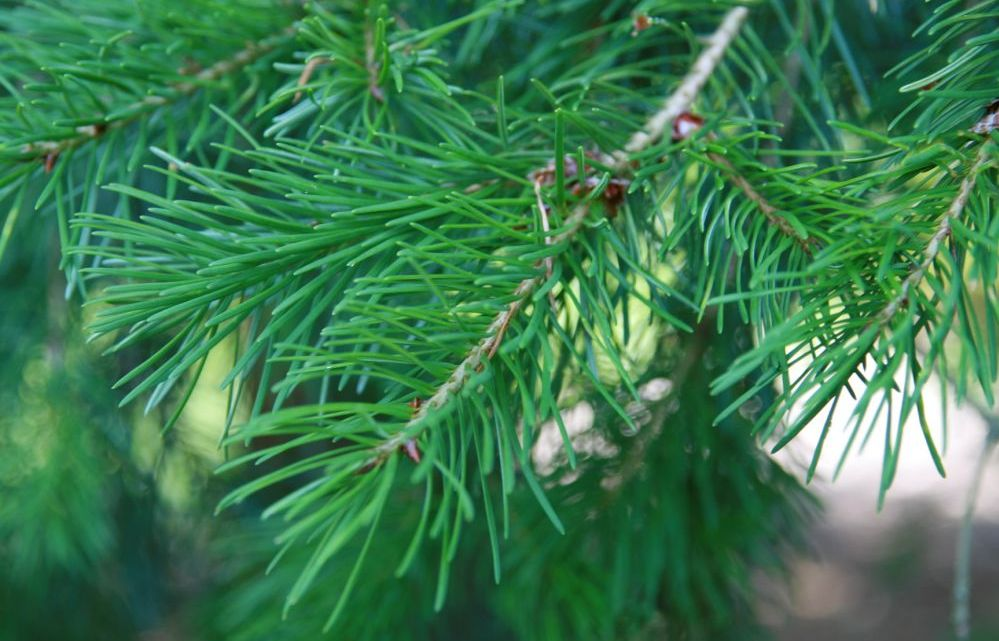
Pseudotsuga menziesii
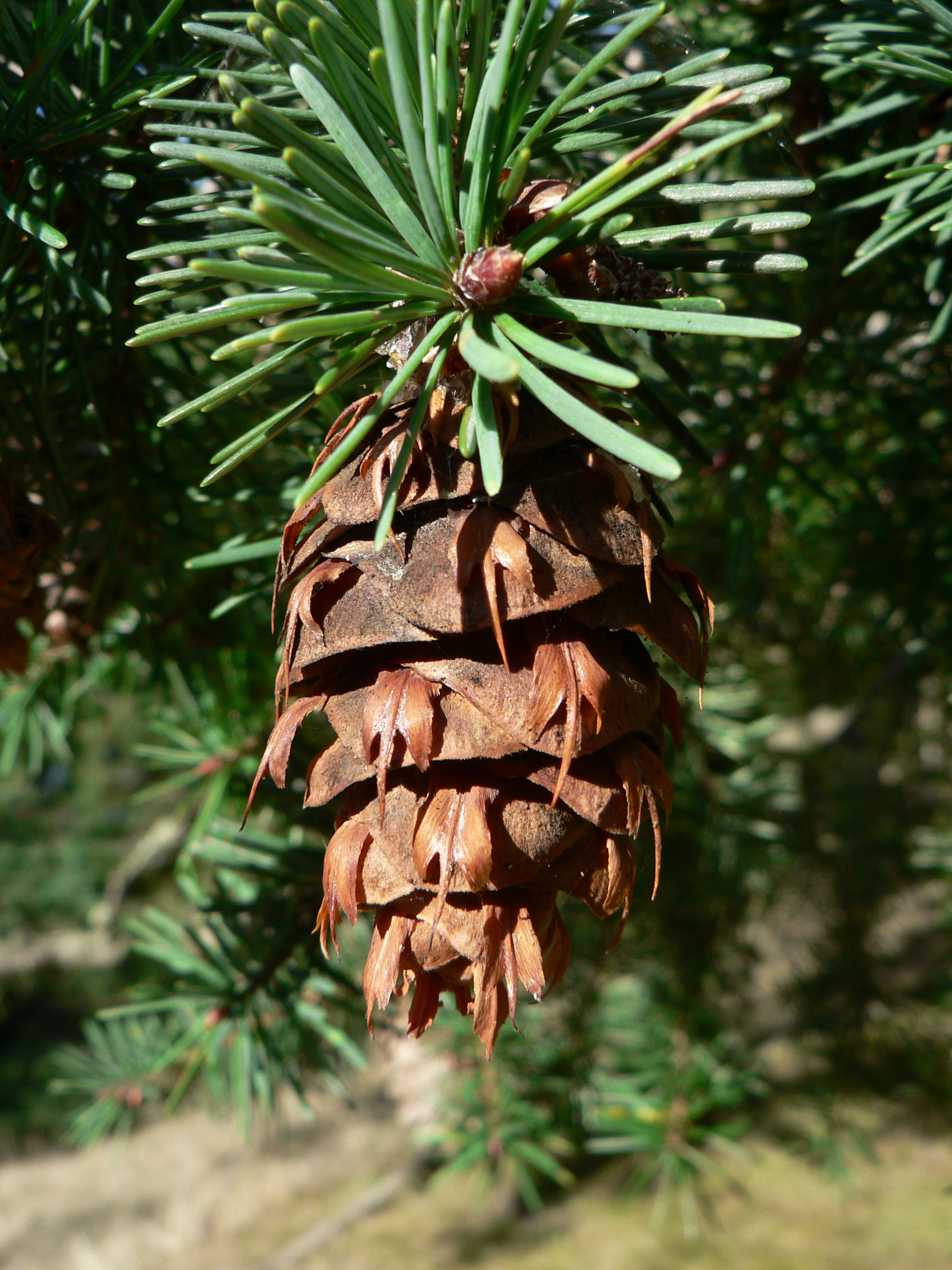
Nón mùa thu và tán lá; Đất rừng Cộng đồng Anacortes
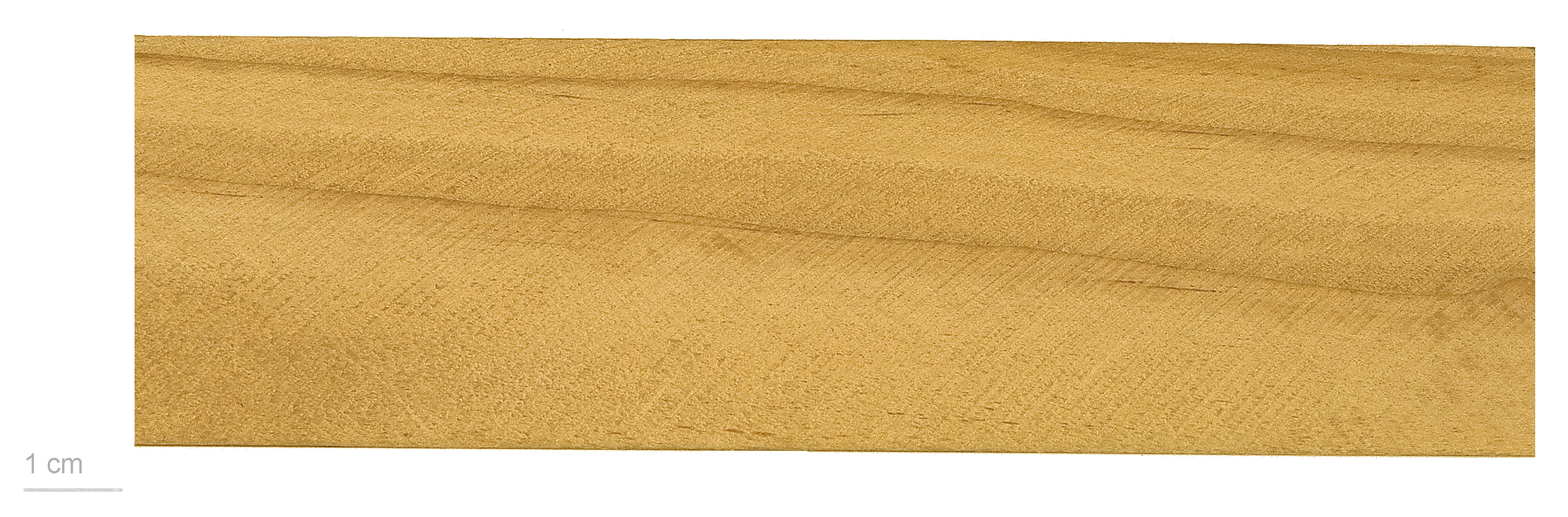
Pseudotsuga menziesii - Museum specimen
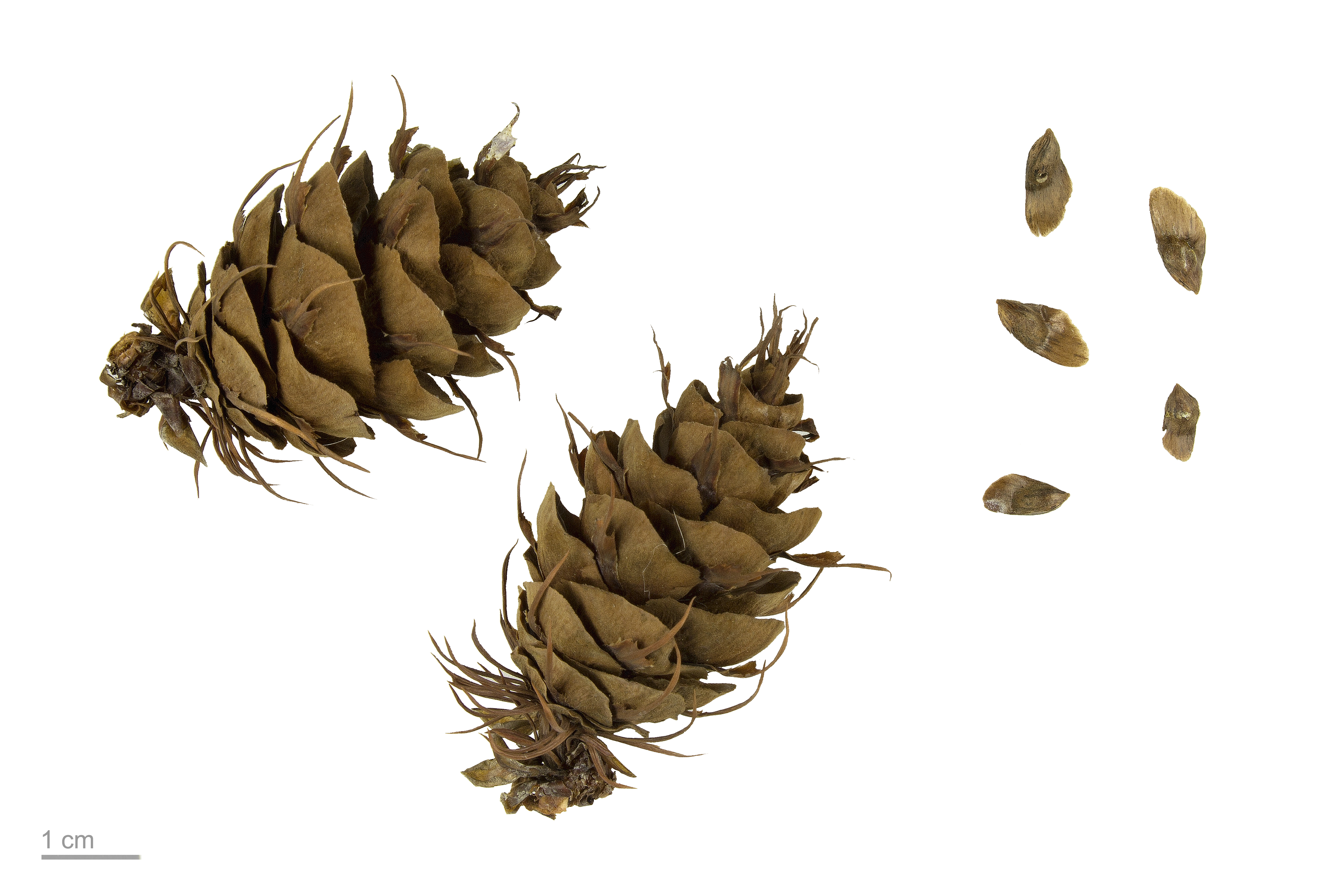
Pseudotsuga menziesii - Museum specimen